# 川西凤仙花
川西凤仙花（学名：Impatiens apsotis）为凤仙花科凤仙花属的植物，为中国的特有植物。分布在中国大陆的西藏、四川、青海等地，生长于海拔2,200米至3,000米的地区，多生于河谷或林缘潮湿地，目前尚未由人工引种栽培。